# Сілва (рід)

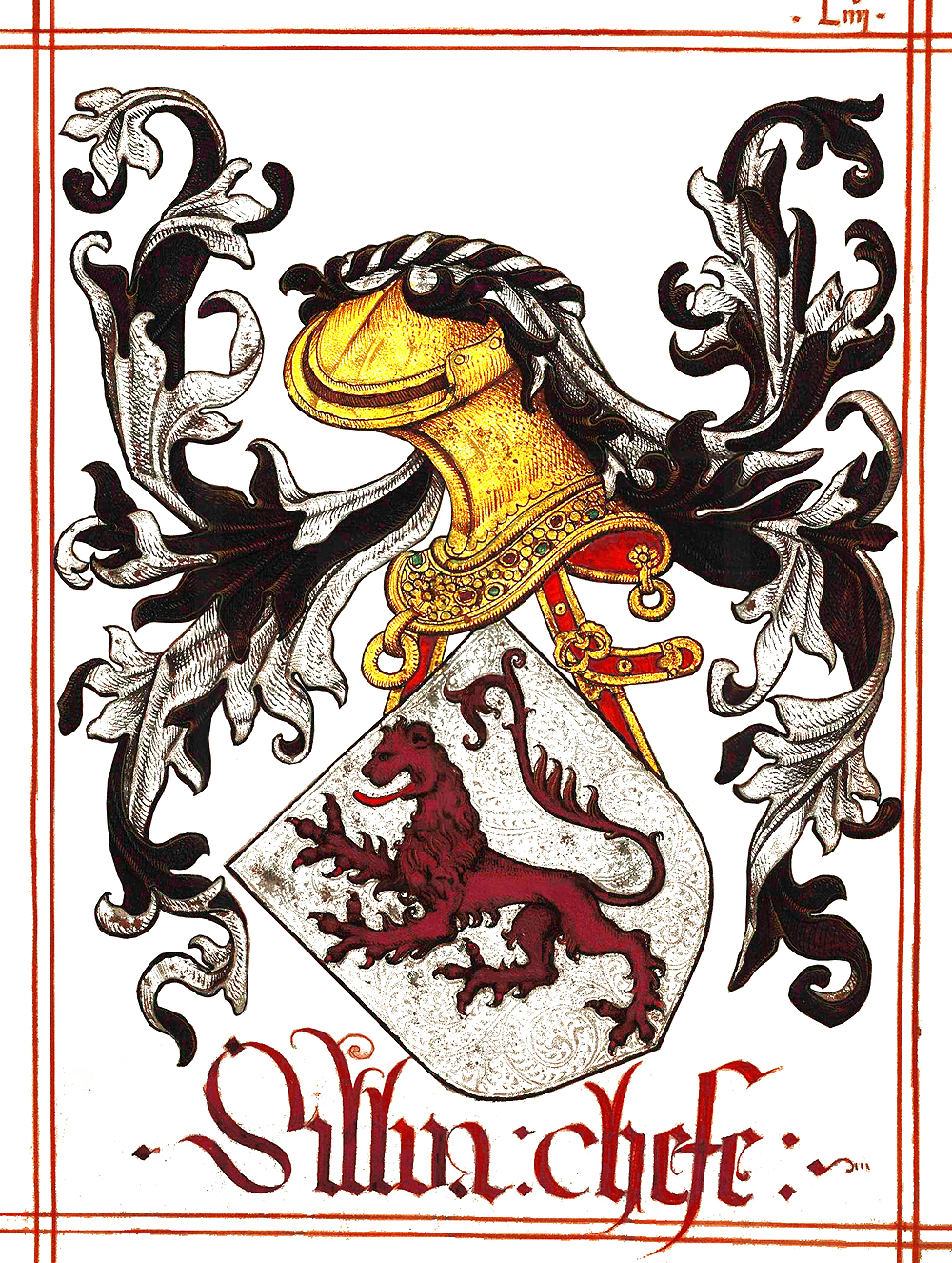
Герб дому Сілва («Livro do Armeiro-Mor», 1509)

Сі́лви (порт. Silva) — португальський шляхетний рід. Відгалуження кастильсько-леонського дому Сільва. За родовою легендою — походять від готських королів. Назва походить від лат. silva, «ліс». Володів землями районі парафії Сілва муніципалітету Валенса. Голови роду носили титул сеньйо́рів Сілвських (порт. senhor da Silva), що з часом перетворився на прізвище. Представники роду займали високі посади у Леонському та Португальському королівстві. Також — Дім Сі́лва, або Сі́лвський дім (порт. Casa da Silva).

## Представники
- Ештеван Суаріш да Сілва (?—1228) — архієпископ Бразький.
- Діогу да Сілва (1485—1541) — архієпископ Бразький.
- Беатріс да Сілва (1424—1492) — свята.

## Герб
Згідно з «Livro do Armeiro-Mor» (1509) гербом дому Сілва є срібний щит, на якому зображений пурпуровий лев із пурпуровим озброєнням.

Герб